# Kim Sulocki
Kim Reginald Jan Sulocki, född 27 juni 1972 i Täby, är en svensk skådespelare, röstskådespelare och musikalartist.

## Biografi
Sulocki är uppvuxen i Täby kommun och är son till musikern André Sulocki och dansaren Susie Sulocki, som är av brittiskt ursprung. Namnet Sulocki är från hans fars polska släkt och uttalas: Suotzki på polska.

## Karriär
Redan som 11-åring stod Sulocki på Oscarsteaterns scen då han medverkade i musikalen Nine med bland annat Siw Malmkvist och Ernst-Hugo Järegård. Han belönades med Guldmasken för sin insats i Grease 1992 på Chinateatern. Han har därefter turnerat med Riksteatern i West Side Story 1993, spelat i Djungelboken på Folkan 1994, Erik XIV och Hair 2000 på Parkteatern.
På Östgötateatern i Norrköping-Linköping medverkade han i publiksuccén Girls night out, en komedi som senare gick ut på turné runt landet och avslutades med gästspel på Cirkus i Stockholm. 2003 fick han ytterligare en guldmask, den här gången för huvudrollen i Hur man lyckas i business utan att bränna ut sig som gick 210 gånger på Intiman i Stockholm.
2005 var det åter dags för Grease och 2006 spelade han mot Nanne Grönvall i musikalen Sweet Charity. Sommaren 2007 framträdde han som en av Bröderna Marx i Eva Rydbergs lustspel Den stora premiären på Fredriksdalsteatern i Helsingborg.  Sulocki har även spelat rollen som Patsy, Kung Arthurs häst och tjänare i musikalen Spamalot som spelats på Nöjesteatern i Malmö, Oscarsteatern i Stockholm och 2012 på Folketeateret i Oslo.
Han har medverkat i TV-produktioner som Emma åklagare, Tre Kronor och Skånska mord. Kim Sulocki har även dubbat många barnprogram och tecknade filmer bland annat Svampbob Fyrkant, Brandy och Herr Morris och Hajar som hajar.

## Teater

### Roller (ej komplett)
| År   | Roll            | Produktion                                                                                                | Regi                      | Teater                   |
| ---- | --------------- | --- | ------------------------- | ------------------------ |
| 1983 | Unge Guido      | Nine Maury Yeston                                                                                         | Gene Nettles              | Oscarsteatern            |
| 1991 |                 | Grease Jim Jacobs och Warren Casey                                                                        | Runar Borge               | Chinateatern             |
| 1993 |                 | Poppis The Heather Brothers                                                                               | Eva Rydberg               | Folkan                   |
| 1994 | Tabaqui         | Djungelboken Arne Lindtner Naess och Svein Gundersen                                                      | Marianne Skovli           | Folkan                   |
| 1995 | Jacob           | Min mamma herr Albin Jean Poiret                                                                          | Hans Bergström            | Folkan                   |
| 2000 |                 | Girls Night Out Dave Simpson                                                                              | Magnus Bergquist          | Östgötateatern/ Turné    |
| 2003 |                 | Hur man lyckas i business utan att bli utbränd Frank Loesser, Abe Burrows, Jack Weinstock, Willie Gilbert | Peter Björk Anders Albien | Intiman                  |
| 2004 | Dennis          | Grease Jim Jacobs och Warren Casey                                                                        | Bjarni Haukur Thorsson    | Göta Lejon               |
| 2006 | Oscar Lindquist | Sweet Charity Neil Simon, Cy Coleman och Dorothy Fields                                                   | Peter Björk               | Intiman                  |
| 2006 | Medverkande     | Oscars 100-årsjubileum                                                                                    | Hans Marklund             | Oscarsteatern            |
| 2007 | Ravelli         | Den stora premiären Åke Cato och Mikael Neumann                                                           | Adde Malmberg             | Fredriksdalsteatern      |
| 2008 | Leo Bloom       | The Producers - Det våras för Hitler Mel Brooks                                                           | Anders Aldgård            | Chinateatern             |
| 2010 | Patsy           | Spamalot Eric Idle och John Du Prez                                                                       | Anders Albien             | Nöjesteatern             |
| 2011 | Patsy           | Spamalot Eric Idle och John Du Prez                                                                       | Anders Albien             | Oscarsteatern            |
| 2011 |                 | Hotelliggaren Ray Cooney                                                                                  | Sven Melander             | Fjäderholmsteatern       |
| 2012 | Patsy           | Spamalot Eric Idle och John Du Prez                                                                       | Anders Albien             | Folketeatret i Oslo      |
| 2013 | Herr Otto Flick | 'Allå, 'allå, 'emliga armén Jeremy Lloyd och David Croft                                                  | Anders Albien             | Fredriksdalsteatern      |
| 2015 | Plåtmannen      | Trollkarlen från Oz Robert Dröse och Martin Land                                                          | Robert Dröse              | Maximteatern             |
| 2015 | Menige Baldrick | Svarte Orm Anders Albien, Richard Curtis, Rowan Atkinson, Ben Elton                                       | Anders Albien             | Intiman                  |
| 2015 | Aldalpho        | Förklädet Bob Martin, Don McKellar, Lisa Lambert och Greg Morrison                                        | Edward af Sillén          | Göta Lejon               |
| 2015 | Rick            | Easter Parade Staffan Götestam                                                                            | Staffan Götestam          | Boulevardteatern         |
| 2016 | Medverkande     | Oscarsrevyn, revy Calle Norlén                                                                            | Edward af Sillén          | Oscarsteatern            |
| 2017 | Rick            | Easter Parade Staffan Götestam                                                                            | Staffan Götestam          | Riksteatern              |
| 2018 | Medverkande     | Kort, glad och tacksam Rikard Bergqvist och Manusfamiljen                                                 | Rikard Bergqvist          | Rival/ Turné             |
| 2019 | Eddie           | En värsting till syster Alan Menken, Glenn Slater, Cheri Steinkellner och Bill Steinkellner               | Anders Albien             | Chinateatern             |
| 2020 | Medverkande     | Pernilla Wahlgren har Hybris Edward af Sillén, Daniel Réhn, Calle Norlén, ensemblen och Manusfamiljen     | Edward af Sillén          | Cirkus, Stockholm/ Turné |

## Filmografi
- 1984 – Konsert för en sluten avdelning (TV)
- 1986 – Skånska mord - Veberödsmannen
- 1988 – Kråsnålen (TV)
- 1989 – Klassliv (Bullen)
- 1991 – Tillbaka till framtiden (TV) - (röst som Marty McFly)
- 1993 – Swat Kats (TV) - (röst som Jake Clawson/Razor)
- 1994 – Tre Kronor (TV)
- 1995 – Power Rangers  - (röst som Zack Taylor)
- 1995 – Janne Långben - The Movie - (röst som PJ)
- 1997 – Emma åklagare
- 1997 – Hotel Oslo (TV)
- 1997 – Evil Ed
- 1999 – Nya tider (TV)
- 1999 – Svampbob Fyrkant - (röst som Svampbob Fyrkant)
- 1999 – Digimon Adventure - (röst som Agumon)
- 2000 – Digimon: Filmen - (röst som Agumon)
- 2000 – Nu är det nu (TV)
- 2001 – Jimmy Neutron: Underbarnet - (röst som Carl Wheezer)
- 2004 – Det Levande Slottet - (röst som Hauru)
- 2004 – Hajar som hajar - (röst som Lenny)
- 2004 – Thunderbirds (röst)
- 2005 – Svampbob Fyrkant filmen - (röst som Svampbob Fyrkant)
- 2005-2008 – Camp Lazlo - Slimpman
- 2007 – TMNT - (röst som Michelangelo)
- 2007 – Jump In! - (röst som Devon)
- 2008 – Alvin och gänget - (röst som Simon)
- 2008 – Den stora premiären (TV)
- 2009 – Alvin och gänget 2 - (röst som Simon)
- 2009 – Hannah Montana: The Movie - (röst som Oswald Granger)
- 2010 – Marmaduke - (röst som Russin)
- 2010 - Thomas och vännerna - (röst som Percy)
- 2011 – Gnomeo och Julia - (röst som Paris)
- 2011 – Karatefylla - Ken (TV)
- 2011 – Star Wars: Episod I - Det mörka hotet - (röst i 2011 års dubbning som Jar Jar Binks)
- 2011 – Mästerkatten - (röst som Humpty Alexander Dumpty)
- 2011 – Alvin och gänget 3 - (röst som Simon och Simone)
- 2012 – Kontoret - Erik Lundkvist (TV)
- 2012 – Hotell Transylvanien (röst som greve Dracula)
- 2013 – Tragedi på en lantkyrkogård (TV)
- 2014 – Bamse och tjuvstaden - (röst som Lilla vargkusinen)
- 2015 – Alvin och gänget: Gasen i botten (röst som Simon)
- 2015 – Svampbob Fyrkant - Äventyr på torra land - (röst som Svampbob Fyrkant)
- 2015 – Den lille prinsen - (röst som högfärdig man)
- 2015 – Hotell Transylvanien 2 - (röst som greve Dracula)
- 2016 – Drivved - Astronaut (kortfilm)
- 2016 – Husdjurens hemliga liv - (röst som Norman)
- 2018 – Hotell Transylvanien 3: En monstersemester - (röst som greve Dracula)
- 2018 – Grinchen - (röst som berättare)
- 2018 – Systrar 1968 (TV-serie)
- 2019 – Playa del Sol (TV-serie)
- 2019 – Husdjurens hemliga liv 2 - (röst som Norman)
- 2019 – Tall Girl - (röst som Richie Kreyman)
- 2020 – Scoob! - (röst som Simon Cowell och Ira Glass)
- 2020 – Svampbob: Svamp på rymmen - (röst som Svampbob Fyrkant)
- 2022 – Tall Girl 2 - (röst som Richie Kreyman)
- 2022 – Natt på museet: Kahmunrahs återkomst - (röst som Theodore "Teddy" Roosevelt)
- 2022 – Folk och rövare i Kamomilla stad (röst som Jesper)
- 2023 – Asterix & Obelix: I drakens rike (röst som Asterix)

### Medverkan i TV-program
- 1995 - Fångarna på fortet med  Lill-babs, Kristin Kaspersen, Göran Skytte, Mats Thelin
- 2006 - Så Ska Det Låta med Pernilla Wahlgren
- 2007 - Sing-A-Long med Linus Wahlgren
- 2007 - Sing-A-Long med Ola Forssmed
- 2010 - Doobidoo med Nina Söderquist
- 2014 - Förr Eller Senare med Niclas Wahlgren
- 2014 - Doobidoo med Pernilla Wahlgren
- 2016 - Doobidoo med Rachel Molin
- 2017 - Så ska det låta med Vanna Rosenberg
- 2019 – Solsidan (TV-serie)